# 貴族 (神聖羅馬帝國與瑞士聯邦)

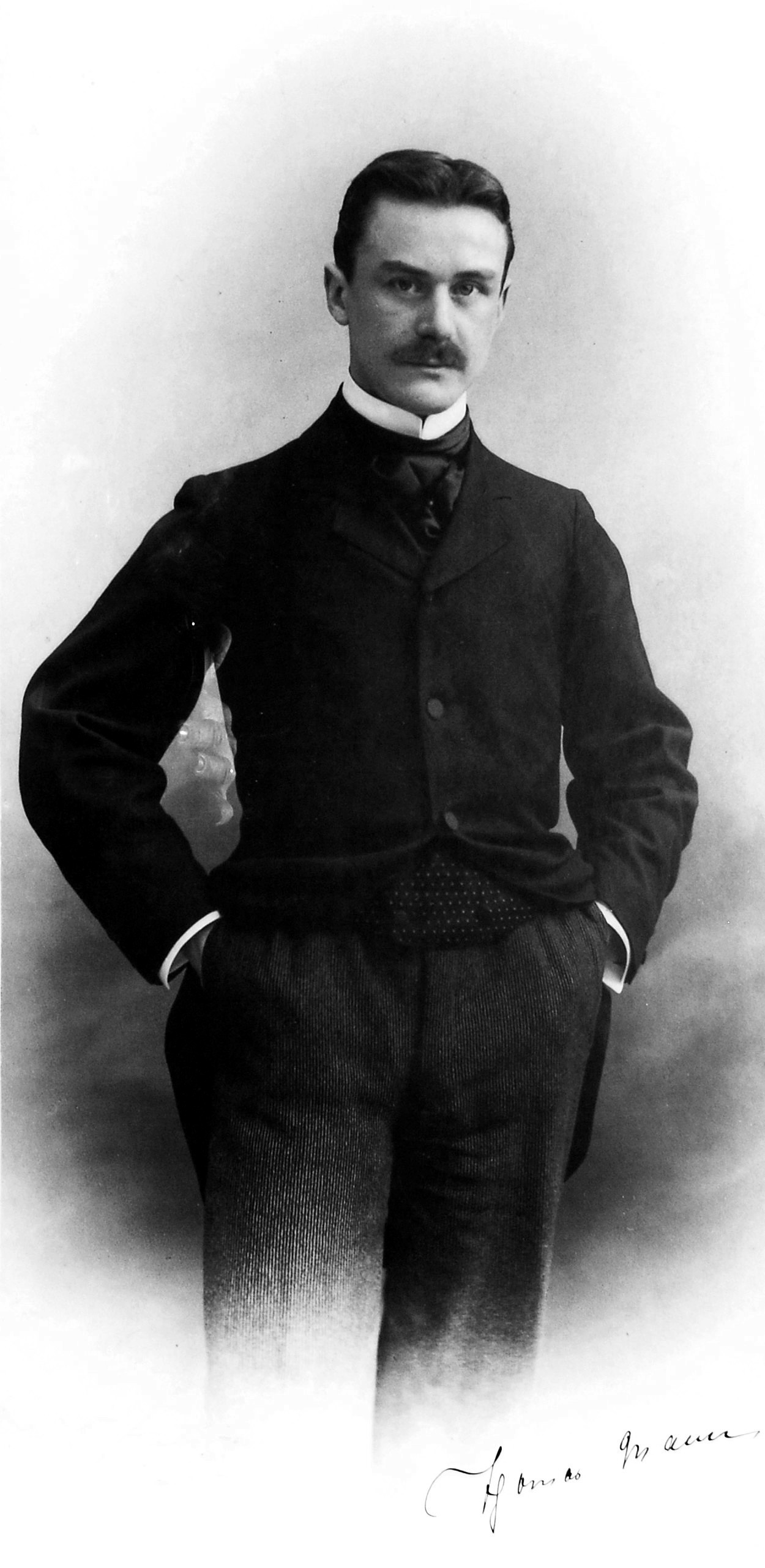
諾貝爾文學獎得主、出身漢薩貴族的托马斯·曼在巨著《布登勃洛克家族》充分描寫了此家族及此社會階層的狀況。

貴族（德語：Patrizier）這一指稱始於古代世界，是在古羅馬城市裡形成的諸多貴族家庭的社會階級，他們的成員最初是唯一允許行使許多政治職能的人。依據亨利·皮雷納觀點，該貴族階層作為具特定憲政地位的限量世家羣體，在12至13世紀歐洲城鎮興起時擔當了推動者。在19世紀的中歐，該術語成為上級資產階級的代名詞，並且不能與中歐的中世紀貴族互換。在意大利半島的海上共和國、神聖羅馬帝國與瑞士聯邦等德語地區中，該階層屬於中世紀城邦的管治主體。
在現代時代，該指稱也廣泛用於描述許多國家中較高層級的資產階級（不等於貴族階級）。而尤其在20世紀之前於某些國家，該指稱隱約地指代非貴族的上層階級。

## 引用文獻
1. ↑  Charles Neider, The stature of Thomas Mann, 1968
2. ↑  Wolfgang Beutin, A history of German literature: from the beginnings to the present day, Routledge, 1993, ISBN 0-415-06034-6, p. 433
3. ↑  Pirenne, Medieval Cities: Their Origins and the Revival of Trade (1927) offers a late, developed view of the "Pirenne thesis" with origins in articles on the origins of urban constitutions in 1895
4. ↑  T. K. Derry, A History of Scandinavia, London, George Allen & Unwin, 1979, p. 193, ISBN 0-04-948004-9